# Geoff Crammond
Geoff Crammond est un concepteur de jeux vidéo britannique spécialisé dans les jeux de course motorisée. Diplômé de physique, c'est en programmant son premier jeu de course, Formula 3 en 1984, qu'il se passionna pour la formule 1.

## Ludographie
- 1981 - Super Invaders (BBC)
- 1983 - Aviator (BBC)
- 1984 - Revs (BBC)
- 1986 - Revs Plus (C64)
- 1986 - The Sentinel (Amiga, Amstrad CPC, Atari ST, BBC, C64, DOS, ZX Spectrum)
- 1989 - Stunt Car Racer (Amiga, Atari ST, C64, DOS, ZX Spectrum)
- 1992 - Formula One Grand Prix (Amiga, Atari ST, DOS)
- 1996 - Grand Prix 2 (DOS)
- 2000 - Grand Prix 3 (Windows)
- 2001 - Grand Prix 3 2000 (Windows)
- 2002 - Grand Prix 4 (Windows)

### Annulés
- Grand Prix 4 (Xbox)
- Stunt Car Racer Pro (Windows)